# Stefan-Piedmont-Gletscher
Der Stefan-Piedmont-Gletscher ist ein kleiner Vorlandgletscher an der Loubet-Küste des Grahamlands auf der Antarktischen Halbinsel. Er liegt zwischen dem Kap Rey und dem Holdfast Point im Nordwesten der Pernik-Halbinsel.
Luftaufnahmen der Falkland Islands and Dependencies Aerial Survey Expedition aus den Jahren von 1956 bis 1957 dienten seiner Kartierung. Das UK Antarctic Place-Names Committee benannte ihn 1960 nach dem österreichischen Physiker Josef Stefan (1835–1893), der 1889 eine dezidierte Theorie zu Wärmefluss und Dynamik bei der Eisbildung entwickelt hatte.